# .sk
.sk је највиши Интернет домен државних кодова (ccTLD) за Словачку. Његовом администрацијом се бави EuroWeb Slovakia.